# Christos Tsiolkas
Christos Tsiolkas (Melbourne, 1965) è uno scrittore, drammaturgo e sceneggiatore australiano.

## Biografia
Figlio di immigrati greci, è nato e cresciuto a Melbourne. Si è formato presso la Blackburn High School e l'Università di Melbourne, dove ha frequentato un corso d'arte e conseguito un Arts Degree nel 1987. Ha curato la pubblicazione dello storico giornale studentesco Farrago nel 1987. È apertamente gay.
Nel 1995 ha scritto il suo primo romanzo Loaded, da cui tre anni più tardi è stato tratto il film Head On diretto dalla regista Ana Kokkinos, in cui ha recitato anche Alex Dimitriades.
Il suo romanzo Dead Europe, pubblicato nel 2006, ha vinto il The Age Book of the Year fiction award ed è stato adattato in un film nel 2012.
Il suo quarto libro, Lo schiaffo (The Slap), del 2008, ha vinto il Premio del miglior scrittore del commonwealth nel 2009 per il miglior romanzo nella zona sud-est asiatico e Sud Pacifico. Da questo volume è stata tratta la miniserie televisiva australiana The Slap del 2011 e l'omonimo remake statunitense del 2015.
Nel 2013 ha pubblicato Barracuda un romanzo dedicato alla storia di Danny, un nuotatore gay greco-scozzese proveniente dalla classe operaia che, grazie ad una borsa di studio sportiva, frequenta una prestigiosa scuola privata dove è soggetto ad atti di bullismo. Il protagonista, che mira a competere per i Giochi olimpici di Sydney 2000, viene sostenuto dal proprio allenatore, Frank Torma, e intrattiene un rapporto di amicizia e rivalità con il compagno di squadra Martin Taylor. Da questo romanzo nel 2016 è stata tratta l'omonima miniserie televisiva.

## Opere
- Loaded (1995)
- Jump Cuts (con Sasha Soldatow, 1996)
- The Jesus Man (1999)
- The Devil's Playground (2002)
- Dead Europe (2005)
- Lo schiaffo (The Slap) (2008)
- Barracuda (2013)
- Merciless Gods (2014)

## Teatro
- Who's Afraid of the Working Class? (con Andrew Bovell, Melissa Reeves e Patricia Cornelius, 1999)
- Elektra AD (1999)
- Viewing Blue Poles (2000)
- Fever (con Andrew Bovell, Melissa Reeves e Patricia Cornelius, 2002)
- Dead Caucasians (2002)
- Non Parlo di Salo (con Spiro Economopoulos, 2005)
- The Hit (con Netta Yashin 2006)